# Adelkone
Adelkone var i det ældre danske retssprog (indtil 16. årh.) betegnelsen for ægtehustruen i modsætning til frillen eller slegfreden.